# Macharaviaya
Macharaviaya er en by og kommune i det sydlige Spanien i provinsen Málaga. Den har et indbyggertal på 506 (2024) indbyggere.